# Grande Lago do Urso
O Grande Lago do Urso é o maior dos lagos dos Territórios do Noroeste, no Canadá. Sua superfície é de 31 153 km², o que faz dele o oitavo do mundo em área. Tem um volume total de águas de 2236 km³, e a sua profundidade máxima é de 446 m.
O lago apresenta uma forma irregular com algumas baías de grande comprimento, entre as quais destacam-se os chamados braços McChulapa, McVicar, Keith e Smith. A margem oriental penetra na borda rochosa do escudo do Canadá. As águas do lago são extremamente frias e o gelo impede a navegação durante oito dos doze meses do ano. O lago desagua a sudoeste no rio Great Bear (Grande Urso), que é um afluente do rio Mackenzie.